# کریستینا مونت
کریستینا مونت (انگلیسی: Kristina Mundt؛ زادهٔ ۲۵ ژانویهٔ ۱۹۶۶) قایقران روئینگ اهل آلمان بود.